# SM U 21
SM U 21 byla ponorka postavená pro císařské německé námořnictvo krátce před první světovou válkou. Byla to třetí ze čtyř ponorek třídy U 19, prvních německých ponorek, které byly vybaveny dieselovými motory. U 21 byla postavena v letech 1911 až 1913 v Císařských loděnicích (Kaiserliche Werft) v Gdaňsku. Byla vyzbrojena čtyřmi torpédomety a jedním palubním dělem; později bylo přidáno ještě druhé dělo.

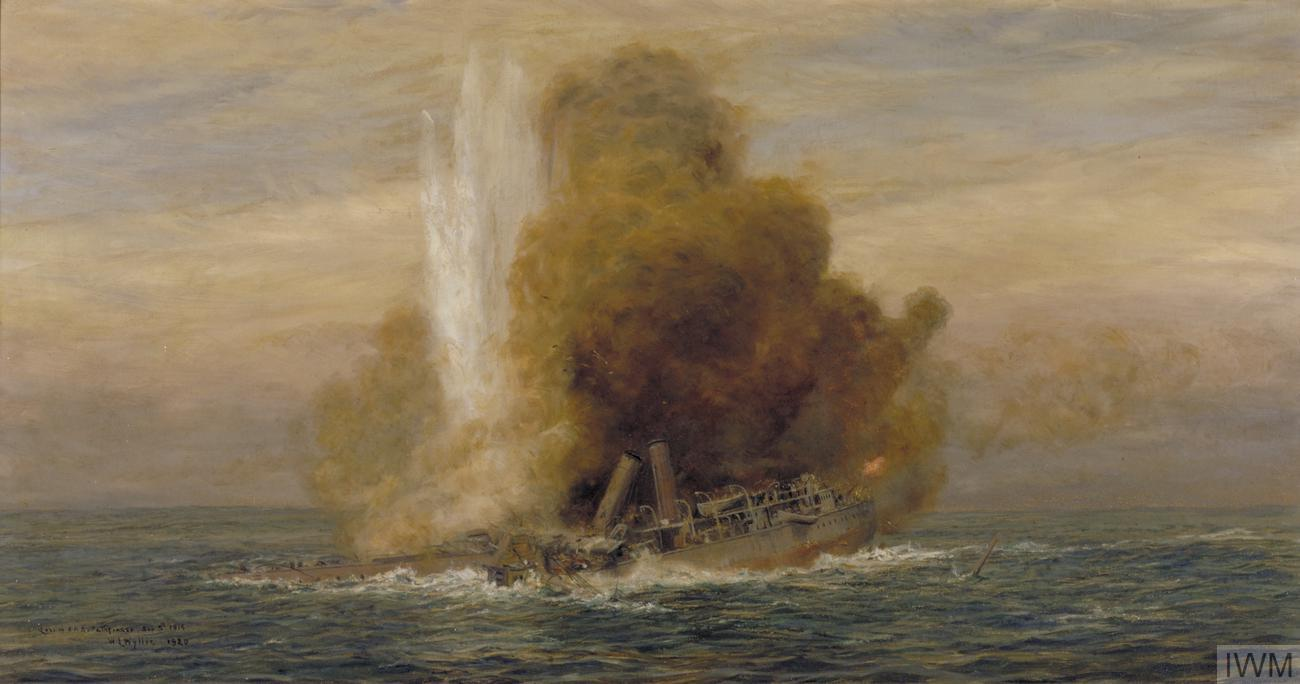
Ztráta HMS Pathfinder, 5. září 1914 (William Lionel Wyllie, 1920)

5. září 1914 se U 21 stala první ponorkou, která potopila nepřátelskou loď výstřelem torpéda, když zničila britský křižník HMS Pathfinder u zálivu Firth of Forth. Později v průběhu roku také potopila několik transportních lodí v Lamanšském průlivu a v Irském moři, vše v souladu s tehdy platnými válečnými pravidly.
Počátkem roku 1915 byla U 21 přemístěna do Středozemního moře, aby podpořila Osmanskou říši proti anglo-francouzským útokům během bitvy o Gallipoli. Krátce po svém příjezdu potopila britské bitevní lodě HMS Triumph a HMS Majestic, když bombardovaly osmanské pozice u Gallipoli. Další úspěchy následovaly ve Středozemním moři v roce 1916, včetně potopení francouzského obrněného křižníku Amiral Charner v únoru 1916.
Po celý rok 1916 sloužila U 21 v rakousko-uherském námořnictvu s imatrikulací U 36, protože Německo ještě nebylo ve válce s Itálií a tak nemohlo legálně útočit na italské válečné lodě pod německou vlajkou. Vrátila se do Německa v březnu 1917, aby se zapojila do války proti britskému námořnímu obchodu. V roce 1918 byla stažena z frontové služby a byla využívána jako cvičná ponorka pro nové posádky. V roce 1919 se potopila, když byla odtahována britskou vlečnou lodí.

## Stavba a uvedení do provozu
Stavba ponorky byla objednána 25. listopadu 1910, byla zahájena 27. října 1911 a na vodu byla ponorka spuštěna 8. února 1913. Do služby byla zařazena 22. října 1913 pod velením nadporučíka Otto Hersinga.
Trup U 21 byl celkově dlouhý 64,15 m s šířkou 6,10 m a výškou 8,10 m. Byla to jedna z prvních ponorek císařského námořnictva s dieselovými motory: pohonný systém se skládal z dvojice 8válcových dvoudobých dieselových motorů vyrobených společností MAN pro použití na hladině a dvou elektrických dvojitých motorových dynam postavených společností AEG pro použití při ponoření.
U 21 mohla plout maximální rychlostí 15,4 uzlů (28,5 km/h) na povrchu a 9,5 uzlů (17,6 km/h) pod hladinou. Byla vyzbrojena čtyřmi 50centimetrovými torpédomety, ke kterým bylo dodáno celkem šest torpéd. Jeden pár se nacházel na přídi a druhý na zádi. Původně byla vybavena kulometem pro použití na povrchu; ten byl do konce roku 1914 nahrazen dělem s ráží 8,8 cm a v roce 1916 byla přidáno druhé dělo. Posádku tvořili čtyři důstojníci a 25 námořníků.

## Bojové operace
U 21 podnikla celkem 21 hlídkových plaveb, během kterých potopila 36 obchodních lodí o celkové tonáži 78 712 BRT (podle jiných zdrojů se jednalo dokonceš o 40 lodí o celkové tonáži 113 520 BRT a dvě poškozené lodě s 8 918 BRT). Větších úspěchů proti válečným lodím v první světové válce dosáhla pouze U 9.
5. září 1914 U 21 křižovala u východního pobřeží Skotska pod vedením svého velitele, kapitána Otta Hersinga, a setkala se s 8. flotilou torpédoborců vedenou lehkým křižníkem HMS Pathfinder. Pathfinder se kvůli nedostatečným zásobám uhlí stal snadným cílem; torpédo jej zasáhlo v nechráněném místě trupu přímo v blízkosti muničních komor. Loď okamžitě explodovala a za několik minut se potopila. 259 námořníků přišlo o život, jen jedenáct bylo zachráněno.
Na jaře 1915 se britské jednotky pokusily vytvořit námořní spojení od Středozemního moře k Černému moři, aby mohl být jejich spojenci Rusku dodáván válečný materiál. K tomu bylo třeba dobýt turecké oblasti kolem Dardanel a Bosporu. Britská ofenzíva, zejména bombardování tureckých opevnění z válečných lodí, přiměla Turky, aby požádali Německo o vyslání ponorek do Středozemního moře. 25. dubna 1915 jako první vyrazila do Středozemního moře právě U 21. Na začátku května sice doplnila zásoby nafty z německého parníku Marsala, který byl internován v neutrálním Španělsku poblíž mysu Fisterra, ale později se ukázalo, že toto palivo bylo pro motory U 21 nepoužitelné. Hersing se přesto rozhodl v cestě do Středozemního moře pokračovat a U 21 dorazila do Kotoru 13. května s pouhými 1,8 tunami „použitelné“ nafty. 20. května pak U21 vyplula na svou první misi ve Středozemním moři s úkolem útočit na britské válečné lodě, které v oblasti poloostrova Gallipoli ostřelovaly turecké pozice. 25. května byla potopena torpédem britská loď linie HMS Triumph. O dva dny později byla poblíž jižního cípu poloostrova zpozorována loď HMS Majestic; přestože byla obklopena ochrannou sítí, byla také potopena torpédem.
V září 1915, když Britové zablokovali vstup do Dardanel pomocí min a sítí, přesunula se U 21 zpět do Kotoru a od 1. října 1915 byla zařazena do Rakousko-uherské ponorkové flotily. V únoru 1916 se U 21 podařilo potopit další válečnou loď, francouzský obrněný křižník Amiral Charner; později potopila ještě několik obchodních lodí. Na konci roku 1917 se vrátila ze Středozemního moře do německého přístavu Wilhelmshaven.
Nadporučík Otto Hersing byl za své zásluhy 5. června 1915 vyznamenán řádem Pour le Mérite. Ponorce velel až do 31. srpna 1918.
Po válce musela být U 21 vydána do Velké Británie a 22. února 1919 se při odtahování trajektem potopila.